# Carbonell
Carbonell é uma empresa espanhola produtora de azeite de oliva (a primeira marca de azeite de oliva da espanha), pertencente ao Grupo SOS y SOS Cuétara (atual Deoleo). Sua sede está localizada em Córdoba, região da Andaluzia.

## História
Fundada por Antonio Carbonell em julho de 1866, em 1895 virou fornecedora da Casa Real Espanhola, enquanto que, em 1888 passou a ser a empresa fornecedora da Marinha Britânica com exclusividade em contrato que durou até 1918. Em 1904 a empresa ganhou o Grande Premio na Exposição Universal de Saint Louis (EUA).
A partir da década de 1950 o produto da Carbonell é exportado para mais de 70 países, tornando-se a lider mundial neste tipo de produto
.
Em 2004 a empresa inaugurou o primeiro Museu do Azeite de Oliva da Espanha.